# Valras-Plage
Valras-Plage là một commune thuộc tỉnh Hérault trong vùng Occitanie ở phía nam nước Pháp.